# Bạch thoại
Bạch thoại là thuật từ đề cập đến các dạng văn viết tiếng Trung dựa trên các phương ngôn (tiếng địa phương) khác nhau được nói trên khắp Trung Quốc, khác với văn ngôn là dạng văn viết tiêu chuẩn được sử dụng xuyên suốt cho tới đầu thế kỷ 20. Một bạch thoại dựa trên tiếng Quan thoại đã được sử dụng trong các tiểu thuyết dưới thời nhà Minh và nhà Thanh, và sau này được các nhà trí thức có liên hệ tới Phong trào Ngũ Tứ san định. Từ thập niên 1920 trở đi, dạng bạch thoại này là văn phong tiêu chuẩn cho tất cả các phương ngôn tiếng Trung khắp Trung Quốc đại lục, Đài Loan, Malaysia và Singapore với cương vị là văn viết của tiếng Quan thoại Chuẩn (tiếng Hán tiêu chuẩn hiện đại). Nó cũng được gọi là Bạch thoại Quan thoại (tiếng Trung văn viết tiêu chuẩn hoặc hiện đại) để phân biệt với các bản ngữ nói, và với các bản ngữ viết (bạch thoại) trước đây hoặc không chính thức như Bạch thoại tiếng Quảng Đông và Bạch thoại tiếng Mân Tuyền Chương.